# Partido Popular Sarrense
El Partido Popular Sarrense  (en alemán: Saarländische Volkspartei, SVP) fue un partido político en el estado federado alemán de Sarre.

## Historia
Fue creado en 1960 como sucesor del Partido Popular Cristiano del Sarre (CVP), que en 1956 se había fusionado con el Partido de Centro. El partido fue fundado por antiguos miembros del CVP que estaban en desacuerdo con esta fusión.
El partido entró por primera vez en el Landtag de Sarre en 1960 al alcanzar en los comicios realizados ese año el 11,4% de los votos y 6 escaños. En 1965 se unió con el Partido de Centro (que había retomado sus funciones como partido independiente) para formar la coalición Saarländische Volkspartei/Christliche Volkspartei (SVP/CVP). En las elecciones regionales de 1965 el partido obtuvo sólo el 5,2% de los votos y dos escaños. Los dos diputados electos terminaron abandonando el partido y uniéndose a la CDU.
El SVP/CVP se desplomó en las elecciones regionales de 1970, donde obtuvo el 0,9% de los votos. Luego desapareció por completo. Su fecha de disolución oficial se desconoce.